# أرشيف البرتغال للويب
أرشيف البرتغال للويب (PWA) هو أرشيف الويب الوطني للبرتغال. مهمته هي ارشفة المحتويات ذات الاهتمام الوطني والموجودة في الشبكة العنكبوتية العالمية, وحفظها وتخزينها لأهميتها المعرفية التاريخية للأجيال القادمة. وهو مشروع للمؤسسة الوطنية العلمية للحوسبة(FCCN).

## وصلات خارجية
- Portuguese Web Archive - National Web Archive of Portugal